# Лимузи (коммуна)
Лимузи́ (фр. Limousis) — коммуна во Франции, находится в регионе Лангедок — Руссильон. Департамент коммуны — Од. Входит в состав кантона Конк-сюр-Орбьель. Округ коммуны — Каркасон.
Код INSEE коммуны — 11205.

## Население
Население коммуны на 2008 год составляло 106 человек.
| 1962 | 1968 | 1975 | 1982 | 1990 | 1999 | 2008 |
| ---- | ---- | ---- | ---- | ---- | ---- | ---- |
| 146  | 158  | 110  | 91   | 86   | 104  | 106  |

## Экономика

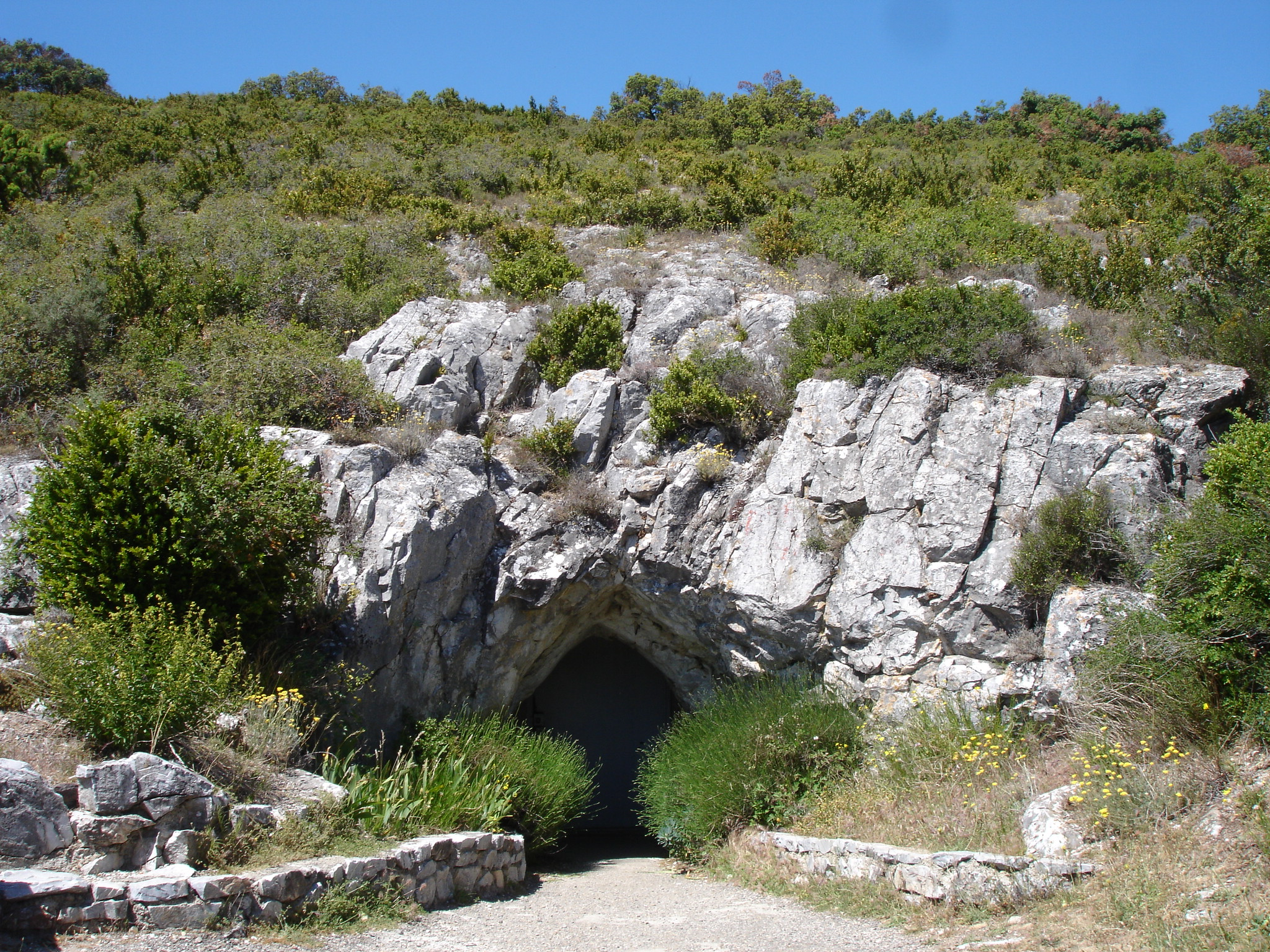
Вход в пещеру Лимузи

В 2007 году среди 69 человек в трудоспособном возрасте (15—64 лет) 45 были экономически активными, 24 — неактивными (показатель активности — 65,2 %, в 1999 году было 66,7 %). Из 45 активных работали 38 человек (24 мужчины и 14 женщин), безработных было 7 (6 мужчин и 1 женщина). Среди 24 неактивных 6 человек были учениками или студентами, 8 — пенсионерами, 10 были неактивными по другим причинам.

## Достопримечательности
- Пещера Лимузи